# HedeDanmark
HedeDanmark a/s er en international anlægs-, handels- og servicevirksomhed inden for det grønne område med datterselskaber i Danmark, Sverige, Tyskland, Estland, Letland og Litauen. Virksomheden har i dag udviklet sig til at være Danmarks største og ledende leverandør af pleje- og serviceydelser til skoven, det åbne land, have- og parkanlæg samt det åbne rum i byerne og beskæftiger ca. 900 medarbejdere. HedeDanmark a/s er en del af Hedeselskabet, som arbejder for at fremme udviklingen af naturværdier og naturressourcer. 

## Historie
HedeDanmark a/s udspringer af foreningen Hedeselskabet, som opstod efter Danmarks nederlag mod Preussen i 1864 og tabet af hertugdømmerne Slesvig, Holsten og Lauenborg. Hedeselskabet iværksatte et initiativ, som skulle opdyrke de danske heder. Med opdyrkningen af heden fulgte også engvanding og tilplantning med skove og læhegn. Aktiviteter som var med til at genrejse Danmark efter nederlaget i 1864. Hedeselskabet blev stiftet den 28. marts 1866 på Hotel Royal i Århus.
I perioden 1997-2006 blev skovaktiviteterne i Hedeselskabet samlet i divisionen Skov og Landskab, som i 2004 blev udskilt og etableret som et selvstændigt aktieselskab ejet af Hedeselskabet. Aktieselskabet skiftede i 2006 navn til HedeDanmark a/s.

## Ydelser
HedeDanmark udbyder ydelser for både offentlige og private kunder. Blandt ydelserne kan nævnes pleje og vedligeholdelse af grønne områder, snerydning og saltning, grøn ejendomsservice, anlæg og etablering af kreative uderum, genanvendelse af restprodukter, handel med råtræ og flis, salg af udstyr til skoven, eksport af juletræer, naturgenopretning, vedligeholdelse af vandløb, læplantning samt skovrejsning, skovdrift, skovcertificering og skovning.

### Opkøb og overtagelser
Siden august/september 2008 og frem til i dag har HedeDanmark overtaget cirka 25 større og mindre private og offentlige virksomheder.
Primært er der tale om mindre virksomheder og opgaver, men med opkøb af anlægsgartnervirksomheden Skælskør Anlægsgartnere med cirka 300 medarbejdere, samt overdragelse af opgaver og medarbejdere fra kommunale Vej & Park-afdelinger i  Favrskov, Frederikssund, Svendborg og Odsherred har HedeDanmark fået mere end 500 nye medarbejdere ind i virksomheden – heraf langt størstedelen i løbet af 2012. Denne tilgang af nye medarbejdere skal ses i forhold til, at HedeDanmark i 2012 havde 1.002 ansatte. Med virkning fra den 1. oktober 2015 overtog HedeDanmark opgaverne med at pleje og vedligeholde de grønne områder i Hillerød Kommune, samt kommunens vintertjeneste (snerydning og saltning).